# Iwan Jakowlewitsch Wassiljew
Iwan Jakowlewitsch Wassiljew (russisch Иван Яковлевич Васильев; * 1797; † nach 1838) war ein russischer Steuermann und Topograf.

## Leben
Wassiljew stammte aus einer unvermögenden Offiziersfamilie. Er trat 1814 als Steuermannlehrling 2. Klasse in den Flottendienst. Er wurde 1817 Steuermannlehrling 1. Klasse und 1819 Steuermannassistent im Unteroffiziersrang. Seit 1814 diente er auf verschiedenen Schiffen der Baltischen Flotte unter den Kommandanten Alexander von Möller, Gennadi Newelskoi, Wiktor Polowzow u. a.
Wassiljew wurde 1821 in den Dienst der Russländisch-Amerikanischen Kompagnie (RAK) aufgenommen und fuhr auf der Brigg Rurik unter dem Kommando des Steuermanns 12. Klasse J. A. Klotschkow aus Kronstadt um das Kap Hoorn herum nach Nowo-Archangelsk in Russisch-Amerika, wo die Rurik im November 1822 ankam.
In den Jahren 1823–1828 fuhr Wassiljew unter den Kommandanten Wassili Chromtschenko, C. M. Benseman, Pjotr Tschistjakow, Michail Tebenkow u. a. aus Nowo-Archangelsk zum Hafen Pawlowsk, Unalaska, zu den Kommandeurinseln, einmal nach Ochotsk und dreimal an die kalifornische Küste. 1824 fuhr er auf der Brigg Rurik unter Chromtschenko nach Hawaii. Selbst kommandierte Wassiljew 1826 die Sloop Konstantin und 1828 das Boot Bobr. Als er 1827 mit der Brigg Baukal im Hafen von San Diego war, rettete er unter Lebensgefahr 9 mexikanische Soldaten vor dem Ertrinken. Das spanische Dankschreiben ließ er dann in seine Personalakte aufnehmen. Im selben Jahr wurde er zum Praporschtschik des Flottensteuermann-Korps befördert, und er erhielt auf Kosten des hydrographischen Dienstes 150 Rubel für eine neue Uniform.
Wassiljew leitete 1829 und 1830 die Alaska-Expedition, die erstmals die Regionen der Flüsse Nushagak und Kuskokwim wissenschaftlich erforschte. Wassiljews Expeditionsjournale wurden bisher nicht aufgefunden. Informationen aus den Journalen verwendeten Ferdinand von Wrangel, Lawrenti Sagoskin, Michail Tebenkow und Pjotr Tichmenew.
Im Januar 1830 heiratete Wassiljew in der Auferstehungskirche im Hafen Pawlowsk die Priestertochter Jekaterina, mit der er 1833 die Tochter Jelisaweta bekam.
Im April 1830 wurde Wassiljew zum Podporutschik des Flottensteuermann-Korps befördert. Er erstellte eine Dokumentation der Südostküste Alaskas, die er im Sommer 1832 abschloss, um sich wieder im Hafen Pawlowsk niederzulassen. Von dort kam er im November 1832 nach Nowo-Archangelsk, um direkt unter dem RAK-Gouverneur Russisch-Amerikas Ferdinand von Wrangel zu arbeiten.
Im Mai 1834 verließ Wassiljew auf der Sloop Sitcha Nowo-Archangelsk, um nach Ochotsk zu fahren und dann durch Sibirien nach St. Petersburg zurückzukehren. Bei seiner Ankunft im Februar 1835 erfuhr er von seiner Beförderung zum Porutschik des Flottensteuermann-Korps. Er diente nun wieder in der Baltischen Flotte und träumte davon, nach Russisch-Amerika zurückzukehren und die Regionen am Yukon und an der Norton Bay zu erforschen. In den Flottensteuermann-Korps-Listen wurde Wassiljew 1838 letztmals aufgeführt.